# Clifton (Tennessee)
Clifton é uma cidade localizada no estado norte-americano de Tennessee, no Condado de Wayne.

## Demografia
Segundo o censo norte-americano de 2000, a sua população era de 2699 habitantes.
Em 2006, foi estimada uma população de 2686, um decréscimo de 13 (-0.5%).

## Geografia
De acordo com o United States Census Bureau tem uma área de
18,0 km², dos quais 16,6 km² cobertos por terra e 1,4 km² cobertos por água. Clifton localiza-se a aproximadamente 129 m acima do nível do mar.

## Localidades na vizinhança
O diagrama seguinte representa as localidades num raio de 28 km ao redor de Clifton.